# Karl Landauer

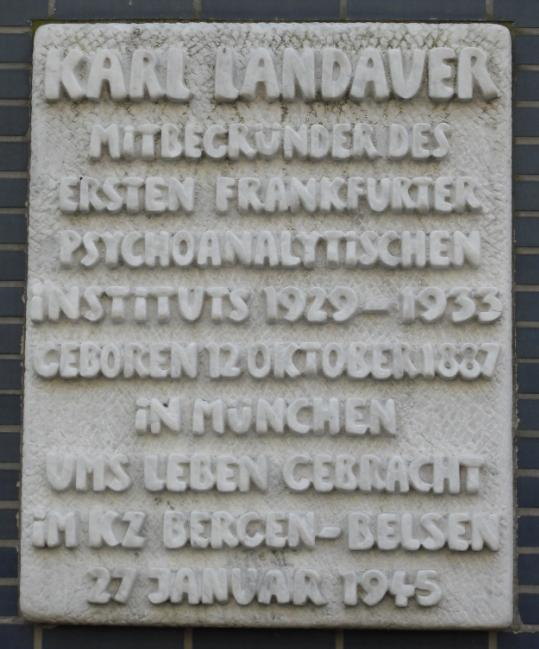
Die Karl-Landauer-Gedenktafel am Sigmund-Freud-Institut in Frankfurt

Karl Landauer (* 12. Oktober 1887 in München; † 27. Januar 1945 im KZ Bergen-Belsen) war ein deutscher Psychoanalytiker und Mitbegründer des ersten Frankfurter Psychoanalytischen Instituts.

## Leben
Landauer wurde 1887 in eine alt eingesessene jüdische Bankiersfamilie in München geboren. Der Vater starb, als Landauer 13 Jahre alt war, und als einziger Sohn hatte Landauer die religiösen Pflichten des Familienoberhauptes zu übernehmen. Nach dem Abitur am Wilhelmsgymnasium München 1906 absolvierte er ein Medizin-Studium (u. a. in Freiburg und in Berlin) und die Ausbildung zum Facharzt für Nervenheilkunde an der – von Emil Kraepelin geleiteten – Münchner Universitätsklinik. 1912 ging er nach Wien, um bei Freud eine analytische Ausbildung zu absolvieren und um an der Psychiatrischen Klinik bei Wagner-Jauregg zu praktizieren. Er befasste sich überwiegend mit Psychosen und den Fragen des Narzissmus, leistete aber auch wesentliche Beiträge zur Psychoanalyse der Affektbildung und wurde ein wichtiger Wegbereiter der Psychoanalyse.
Die Erfahrung des Ersten Weltkriegs ließ Landauer zum Pazifisten werden. 1916 erkrankte er schwer an Typhus und wurde danach als Arzt an ein Militärgefängnis in Heilbronn versetzt. Dort lernte er Lins Kahn kennen und heiratete sie. Nach Kriegsende ließ er sich – seit 1917 auch Vater einer Tochter (Eva Landauer)  – in Frankfurt am Main nieder, ab 1923 als Psychoanalytiker in freier Praxis. Er analysierte Max Horkheimer und war mit ihm freundschaftlich verbunden. Das von Landauer mitgegründete Frankfurter Psychoanalytische Institut (FPI, heute Sigmund-Freud-Institut) kooperierte mit Horkheimers Institut für Sozialforschung (IfS), in dessen Räumen es Gaststatus hatte.
Im März 1933 wurden FPI und IfS geschlossen. Am 1. April 1933, dem Tag des Judenboykotts, fanden Haussuchungen bei der Familie Landauer statt, und es wurden ihnen die Pässe abgenommen. Landauer floh über Schweden nach den Niederlanden, wohin ihm im Oktober 1933 auch seine Familie folgte. Landauer wirkte an der Gründung einer psychoanalytischen Vereinigung mit, hielt Kontakt zum inzwischen in Genf ansässigen SfI und war als Vortragsredner und Schriftsteller tätig. 1936 hielt er bei der Wiener Psychoanalytischen Vereinigung aus Anlass von Sigmund Freuds achtzigstem Geburtstag einen Vortrag.
Zwischen 1938 und 1940 unternahm Landauer vergebliche Versuche, in die USA zu emigrieren. 1942 erhielt er Berufsverbot und wurde 1943 verhaftet. 1944 wurden er, seine Frau und seine älteste Tochter Eva in das  Durchgangslager Westerbork gebracht und von dort am 15. Februar 1944 ins KZ Bergen-Belsen deportiert. Landauer starb dort im Januar 1945 den Hungertod; seine Frau Lins und die Tochter Eva überlebten das KZ. Zwei jüngere Kinder Landauers hatten sich ihrer Verhaftung durch die Nazischergen entziehen können.
Anlässlich des 100. Geburtstag der Goethe-Universität sind am 17. Oktober 2014 fünf Stolpersteine Für Karl Landauer, seine Frau und seine drei Kinder in der Savignystraße 76 verlegt worden.

## Publikationen
- Spontanheilung einer Katatonie. Zeitschrift für ärztliche Psychoanalyse 2 (1914), 441–459
- Passive Technik: Zur Analyse narzißtischer Erkrankungen. Intern. Zeitschrift f Psychoanalyse 10 (1924), 415–422
- Die Affekte und ihre Entwicklung. Imago 22 (1936), 275–291
- Theorie der Affekte und andere Schriften zur Ich-Organisation. Hrsg. von Hans-Joachim Rothe. Fischer-Taschenbuch-Verlag, Frankfurt/Main 1991, ISBN 3-596-42325-2.